# Évry (Essonne)
Évry  [evʁi] je město v jižní části metropolitní oblasti Paříže ve Francii v departmentu Essonne a regionu Île-de-France, asi 25 km jižně od centra Paříže. Má přes 52 000 obyvatel (2009). Je centrem Évry Ville Nouvelle, což je nová městská aglomerace, založená v 60. letech 20. století. Významná blízká města jsou Corbeil-Essonnes, Ris-Orangis, Brétigny-sur-Orge, a Draveil.

## Název
Původně se město jmenovalo Évry-sur-Seine („Évry nad Seinou“). Název Évry pochází z keltského jména Eburacon či Eburiacos, což znamená „země Eburů“. Po dobytí Římany bylo jméno latinsky zkomoleno na Apriacum, pak Avriacum a nakonec Evriacum. Roku 1881 byl název města změněn na Évry-Petit-Bourg na žádost Paula Decauville, majitele Ateliers de Petit-Bourg, velkého výrobce kotlů a velkého zaměstnavatele v oblasti. 29. června 1965 bylo jméno zkráceno na Évry. Évry bylo vybráno jako nové město v předměstí Paříže a jméno „Petit-Bourg“ (Malé město) bylo zrušeno, jako příliš zastaralé.

## Podniky a instituce
Évry je blízko letiště Orly, jež bylo v 60. letech hlavním pařížským letištěm, proto se zde usadila řada mezinárodních průmyslových a obchodních firem. Některé později odešly, ale i dnes je tu například centrála francouzského výrobce leteckých a raketových motorů SNECMA, společnosti Arianespace, hotelové skupiny ACCOR nebo řetězce Carrefour. Évry je střediskem technologického a vědeckého výzkumu, například v genové technologii nebo v kosmonautice, je zde Université d'Évry-Val d'Essone a řada dalších vysokých škol, ústavů a fakult s asi 16 000 studenty.

## Významné budovy
Při budování nového centra (blízko železniční stanice Évry-Courcouronnes) se město snažilo dát mu výraznou urbanistickou tvář, a tak zde vznikl architektonicky promyšlený komplex budov kolem hlavního náměstí L'Agora s alejí vodotrysků, radnicí, katedrálou a obchodním střediskem Évry 2.
- Katolická katedrála Vzkříšení s budovou biskupství Évry-Corbeil-Essonnes, postavená v letech 1992–1995 podle návrhu švýcarského architekta Mario Botty.

Protože přes 25 % obyvatel Évry jsou přistěhovalci, jsou tu i další chrámy různých náboženství:
- Velká mešita, dokončená roku 1994, pro 1500 věřících, jedna z největších v západní Evropě.
- Velká pagoda Khan-Anh vietnamské buddhistické komunity, která se buduje od roku 1996 na prostranství blízko čtvrti Parc aux Lievres. Chrám a školu pro mnichy s největším sálem pro 1500 věřících vysvětil dalaj-lama v roce 2008, práce skončily v roce 2016.

## Vzdělávání
- Université d'Évry – Val d'Essonne (DESS), zaměřená hlavně na genomiku, technologie a společenské vědy, s více než 10 tisíci studentů
- Institut Mines-Télécom Business School
- a 4 menší vysoké školy.

## Vývoj počtu obyvatel
Počet obyvatel

## Partnerská města
- Bexley, Velká Británie
- Esteli, Nikaragua
- Kayes, Mali
- Khan Younes, Palestina
- Nowy Targ, Polsko
- Troisdorf, Německo